# Акалајнс Риџ (Калифорнија)
Акалајнс Риџ (енгл. Acalanes Ridge) насељено је место без административног статуса у америчкој савезној држави Калифорнија.

## Демографија
По попису из 2010. године број становника је 1.137.
| Група             | 2000.    | 2010.       |
| Белци             | 0 (0,0%) | 908 (79,9%) |
| Афроамериканци    | 0 (0,0%) | 5 (0,4%)    |
| Азијати           | 0 (0,0%) | 126 (11,1%) |
| Хиспаноамериканци | 0 (0,0%) | 50 (4,4%)   |
| Укупно            | 0        | 1.137       |